# Антенна Харченко
Антенна Харченко или биквадрат Харченко (радиолюбительский жаргон) — конструкционный вариант проектирования антенн на основе двух ромбов, предложен в 1961 году инженером Константином Харченко на страницах журнала «Радио».
Антенна пользуется большой популярностью у радиолюбителей благодаря простоте конструкции, хорошей повторяемости и широкополосности.
В пределах диапазона частот, на который рассчитана антенна, она имеет постоянные параметры и практически не требует настройки.
Антенна представляет собой синфазную антенную решетку из двух ромбовидных элементов, расположенных в одной плоскости, имеющих общую пару точек питания. Рабочая поляризация антенны определяется взаимным положением элементов: друг над другом — горизонтальная, сбоку друг от друга — вертикальная.

## Конструкция
Антенна состоит из двух квадратов, соединённых в одной из их вершин разомкнутыми сторонами. Питание антенны осуществляется в точках соединения квадратов, где входное сопротивление антенны близко к 50 Ом, и хорошо согласуется как с 50, так и 75-мным коаксиальным кабелем. Стороны квадратов равны λ/4. Эта антенна имеет бо́льшую широкополосность, чем составляющие её элементы — квадраты. Существует множество вариантов антенны Харченко, в которых вместо квадратов для сборки её полотна используют треугольники, круги или другие геометрические фигуры — плоские или объёмные. Обычно антенна Харченко используется для работы в ТВ диапазонах и в УКВ-диапазонах — служебных и любительских.

## Проект Харченко и модификации

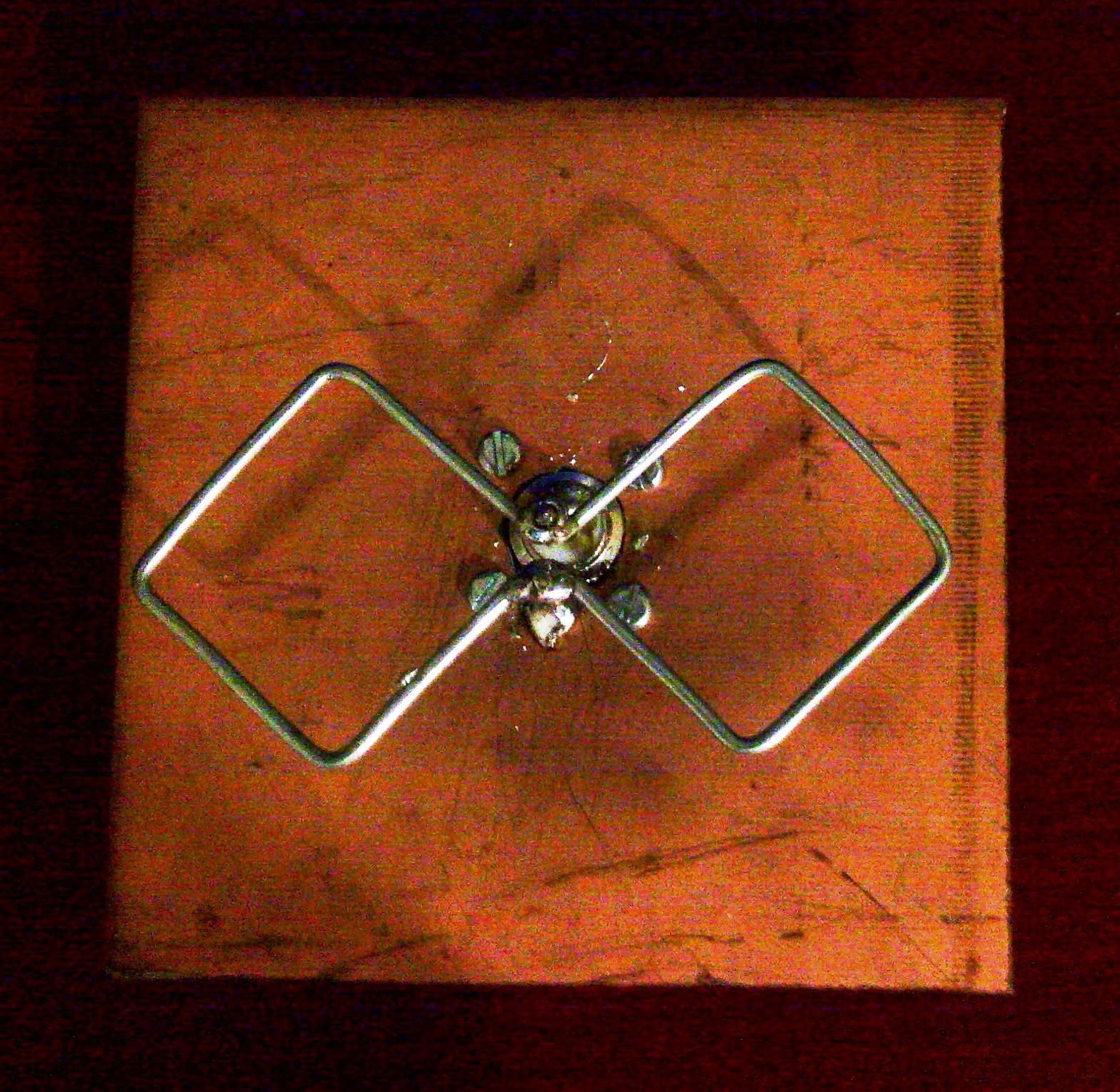
Антенна Харченко малых размеров для вертикальной поляризации

Конструкция антенны проекта биквадрат предложена в 1961 году инженером К. Харченко. Конструкция антенны представляет собой двойной квадрат из толстого медного провода. Квадраты соединяются между собой незамкнутыми углами. В месте их соединения к ним подключается коаксиальный кабель. Для улучшения направленности за полотном антенны устанавливается рефлектор.
Периметр каждого квадрата равен длине волны, на которую настроен приём. Диаметр проволоки для 1-5 телевизионных каналов должен быть около 12 см. Поэтому для радиосвязи и телевидения метрового диапазона (1-12 каналы) она получается очень громоздкой. Для облегчения конструкции использовалась прокладка тремя проводами меньшего сечения, но всё равно она имела большой вес и габариты.
Антенна, спроектированная Харченко, получила первые модификации с появлением эфирного вещания в дециметровом диапазоне. Инженерами и экспериментаторами-любителями представлен целый ряд усовершенствованных вариантов антенны для работы в наиболее распространённом диапазоне частот. Конструкции имели форму ромба, круга, треугольника и других геометрических фигур и широко используется для приёма телевизионных и радиосигналов.
В 2001 году американский профессор Тревор Маршалл предложил использовать биквадратную конструкцию для улучшения приёма сигналов в сетях Bluetooth и WiFi.
Сейчас на основе зигзага Харченко проектируются антенны для приёма сигналов различных частот, где неизменной остается её конструкционная форма, однако индивидуальным является размер полотна. Современным усовершенствованным вариантом является двойной биквадрат, который состоит из четырёх ромбов, подсоединение к которым осуществляется в незамкнутых углах на границе второго и третьего квадратов.
С распространением эфирного цифрового вещания стандарта DVB-T2, антенны на основе биквадрата приобретают популярность и имеют множество вариаций как в антеннах с рефлекторами, так и безрефлекторных конструкциях.